# Yulius Fuchik
Die Yulius Fuchik (russisch Юлиус Фучик, deutsche Transkription Julius Fučík – nach dem tschechischen Autor) war eine sowjetische Variante des US-amerikanischen SeaBee-Schiffs.

## Vorgeschichte
In den 1960er Jahren entwickelte der amerikanische Schiffbauingenieur Jerome L. Goldman das LASH-System und gründete zur Vermarktung des patentierten Systems die Lighter Aboard Ship Corporation. Hintergrund der Entwicklung waren die seinerzeit üblichen sehr langen Hafenliegezeiten, die mit der hohen Umschlagsleistung des LASH-Systems von über 1000 Tonnen pro Stunde verkürzt werden sollten. 1969 und 1970 wurden die ersten LASH-Schiffe, Acadia Forest und Atlantic Forest, in Dienst gestellt. Es folgten etwa 20 weitere Einheiten nach dem LASH-Prinzip.
Die Reederei Lykes Lines aus New Orleans verfolgte ein etwas abweichendes Konzept eines Leichterschiffes und erstellte zusammen mit dem Schiffbaubüro J.J. Henry & Company aus New York den Entwurf zum SeaBee-Schiff. Anders als beim LASH-Schiff werden größere Leichter verwendet, die mit einem Elevator (einer Art Lift) paarweise an Deck gehoben und auf einem internen Schiebesystem platziert werden. Lykes ließ 1972/73 eine Dreierserie von Seabee-Schiffen des MARAD Design C8-S-82a bauen.

## Geschichte

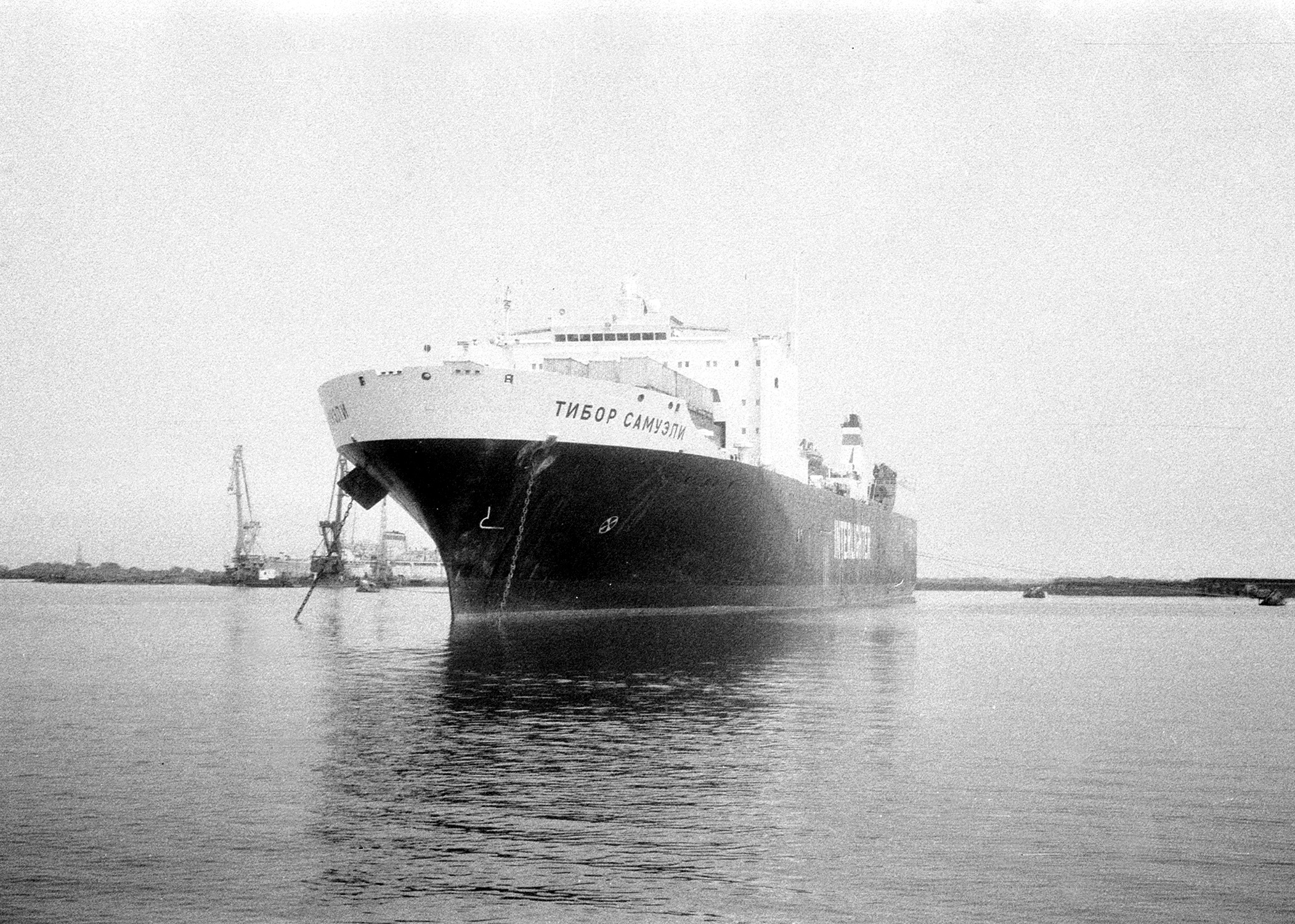
Die Tibor Szamueli 1992 auf Reede vor Ust-Dunaysk (Wylkowe)

1974 trat die Sowjetunion mit einem Entwicklungsauftrag für einen Leichterschiffsentwurf an die finnische Valmet-Werft heran. Aufgrund der Vorüberlegungen sollten die sowjetischen Schiffe auch militärisch nutzbar sein und Leichter transportieren, deren Abmessungen auf die Verwendung bis in den Rhein-Main-Donau-Kanal abzielte. Die sogenannten Donau-See-Leichter, bzw. D-M-Leichter waren mit 38,25 Meter genau halb so lang, wie die Europa-II oder Donau-Schubleichter. Sie waren 11,40 Meter breit und hatten bei einer Seitenhöhe von 3,90 Meter und einem Tiefgang von 3,22 Metern eine Tragfähigkeit von bis zu 1070 Tonnen pro Stück.
Valmet erwarb mit Wissen und Genehmigung der US-Regierung die notwendigen Lizenzrechte für den Bau von zwei Schiffen nach dem SeaBee-Prinzip. Zur Ende 1978 in Fahrt gesetzten Yulius Fuchik kam Ende 1979 das Schwesterschiff Tibor Szamuely hinzu. Die Schiffe konnten bis zu 26 der standardisierten D-M-Leichter oder 54 LASH-Leichter sowie zusätzliche RoRo-Ladung oder Container befördern. Pro Stunde wurden etwa zwei Leichter umgeschlagen.
Am 18. Mai 1978 gründeten die Länder UdSSR, Bulgarien, Ungarn und die Tschechoslowakei die Gemeinschaftsreederei Interlighter in Izmail. Interlighter-Partner wurden die ungarische Reederei MAHART sowie die jeweils sowjetische und tschechoslowakische Donaureederei. Interlighter charterte die beiden Schiffe langfristig von der sowjetischen Donaureederei. Eingesetzt wurde die Yulius Fuchik ab dem 8. Dezember 1978 im Danube-Sea-Line-Dienst auf der Route vom Donaudelta nach Karachi und Bombay. Nachdem am 2. November 1979 auch das Schwesterschiff Tibor Szamuely abgeliefert worden war, wurde der Dienst um Anlaufhäfen in Vietnam, Kampuchea und Malaysia erweitert.
In Europa holten die Leichter ihre Ladung im kompletten Donaugebiet, teilweise bis von Regensburg, ab. Nach etwa 18-tägiger Seereise waren die Anlaufhäfen in Asien mit Ho-Chi-Minh-Stadt am Mekongdelta als Haupthafen, von wo die Bargen bis nach Phnom Penh gingen,  erreicht. Reisen nach Karatschi, Bombay und Penang dauerten entsprechend länger. Die Rundreisen waren ursprünglich auf 33 und 46 Tage ausgelegt. Lange Ankerliegezeiten in Vietnam, in denen die Leichter verholt und die Ladung umgeschlagen wurde, dehnten die Reisedauer jedoch vereinzelt auf bis zu drei Monate aus. In den frühen 1990er Jahren sank die Auslastung des Dienstes, woraufhin man beide Schiffe auflegte. 1998 und in den Folgejahren wurden die Schiffe mehrfach weitergegeben. 2003 trafen sie schließlich zur Verschrottung in Alang und Gadani ein.

## In der Populärkultur
In dem Roman Im Sturm von Tom Clancy dient das Schiff Julius Fucik (so die dortige Schreibweise) dazu, eine Division sowjetischer Fallschirmjäger möglichst unentdeckt nach Island zu transportieren. Das Schiff gibt sich dazu als eines der Lykes Lines aus und wurde zuvor entsprechend umgestaltet.

## Die Schiffe
| Übersicht                    | Übersicht | Übersicht  | Übersicht        | Übersicht |
| Bauname                      | Baunummer | IMO-Nummer | Ablieferung      | Spätere Namen und Verbleib                                                                                           |
| ---------------------------- | --------- | ---------- | ---------------- | --- |
| Yulius Fuchik                | 290       | 7505322    | 20. Oktober 1978 | 1998 Production Driller, 2002 Asian Alliance, 2003 Alliance, im Juli 2003 zum Abbruch in Alang                       |
| Tibor Szamueli               | 291       | 7505334    | 2. November 1979 | 1998 Development Driller, 2002 Asian Reliance, 2003 Reliance, 2003 C Reliance, im Oktober 2003 zum Abbruch in Gadani |
| Daten: Equasis, grosstonnage |           |            |                  | |